# Хайне, Фридрих Готтлоб
Фридрих Готтлоб Хайне (нем. Friedrich Gottlob Hayne; 18 марта 1763, Йютербог, Потсдам — 28 апреля 1832, Берлин, Пруссия) — немецкий ботаник, фармацевт, магистр философии, доктор философских наук, профессор.    

## Биография
Фридрих Готтлоб Хайне родился в городе Йютербог 18 марта 1763 года. С 1778 по 1796 год Хайне был фармацевтом в Берлине. С 1797 года выполнял для фабричного департамента прусского правительства «ботаническо-технические заказы». Хайне был магистром философии в Берлинском университете имени Гумбольдта. Фридрих Готтлоб Хайне умер в Берлине 28 апреля 1832 года.    

## Научная деятельность
Фридрих Готтлоб Хайне специализировался на семенных растениях. 

## Научные работы
- Botanisches Bilderbuch für die Jugend und Freunde der Pflanzenkunde (5 Bde), 1798—1819 (mit Friedrich Dreves)[3].
- Termini botanici iconibus illustrati, oder botanische Kunstsprache (2 Bde), 1799—1817[3].
- Getreue Darstellung und Beschreibung der in der Arzneykunde gebräuchlichen Gewächse wie auch solcher, welche mit ihnen verwechselt werden können (11 Bde), 1802—1831[3].
- Getreue Darstellung und Beschreibung der in der Technologie gebräuchlichen Gewächse, 1809[3].
- Dendrologische Flora oder Beschreibung der in Deutschland im Freien ausdauernden Holzgewächse, ein Hdb. für Kameralisten, Forstmänner, Gartenbesitzer, Landwirthe …, 1822[3].